# Epinecrophylla
Epinecrophylla är ett fågelsläkte i familjen myrfåglar inom ordningen tättingar. Släktet omfattar åtta till nio arter som förekommer i Latinamerika från sydöstra Honduras till norra Bolivia:
- Lianstrimhake (E. fulviventris)
- Brunbukig strimhake (E. gutturalis)
- Vitögd strimhake (E. leucophthalma)
- Rostmantlad strimhake (E. haematonota)
- Madeirastrimhake (E. amazonica)
- Gråryggig strimhake (E. spodionota)
- Praktstrimhake (E. ornata)
- Roststjärtad strimhake (E. erythrura)

Arterna i släktet inkluderades tidigare i Myrmotherula.